# Hilduin II de Montdidier
Hilduin II de Montdidier, mort après 993, est comte de Montdidier et d'Arcis ainsi que seigneur de Ramerupt à la fin du Xe siècle. Il est le fils de Helpuin de Montdidier et de son épouse Hersende d'Arcis, comtesse d'Arcis et dame de Ramerupt.

## Biographie
Il devient comte d'Arcis vers 970 à la mort de son père Helpuin de Montdidier, sa mère, devenue veuve, se gardant Ramerupt à son propre usage. Il obtiendra cette seigneurie qu'à la mort de celle-ci à une date inconnue.
Il est probablement le neveu d'Hilduin Ier de Montdidier de qui il semble hériter du comté de Montdidier.
Il aurait commis plusieurs méfaits envers l'abbaye de Montier-en-Der, au point que l'abbé Adson réussit à le convaincre de partir avec lui en Terre sainte en 992 pour pénitence, mais tous deux meurent pendant leur voyage,.
C'est alors son fils aîné Hilduin III qui lui succède dans ses terres et titres.

## Mariage et enfants
Il épouse une dame prénommée Helvise, probablement issue de la famille de Laon ou de Tours, avec qui il a au moins deux enfants :
- Hilduin III de Montdidier, qui succède à son père dans ses titres ;
- Manassès de Dammartin, qui devient comte de Dammartin à la suite de son mariage avec Constance, héritière de Dammartin.